# Rafael Kalik
Rafael Kalik (en serbio: Рафаило Калик, Rafailo Kalik; nacido como Ratko Kalik; Skradin, Croacia, Reino de Yugoslavia; 14 de diciembre de 1940) es el higúmeno de Monasterio de Morača desde 1 de enero de 1982. 

## Biografía
Archimandrita Rafael (Kalik) nació el 14 de diciembre de 1940 en Skradin, Croacia, de padres piadosos. Terminó la escuela primaria en su ciudad natal.
Se graduó de la Escuela Monástica en el Monasterio de Ostrog en 1964. Fue ordenado monje el 4 de agosto de 1964, en el Monasterio Ostrog cerca de Danilovgrad, por Danilo Dajković, el Metropolitano de Montenegro y Litoral, recibiendo el nombre monástico Rafailo. Ordenado hierodiácono y hieromonje el 10 de enero de 1965. Se convirtió en abad del Monasterio de Morača después de la muerte del abad Maximiliano el 1 de febrero de 1982.
El 28 de agosto de 2007, el Dr. Amfilohije Radović, Arzobispo de Cetiña, Metropolitano de Montenegro y el Litoral, le otorgó el título de Archimandrita. El 21 de noviembre de 2021 celebró su 40 aniversario desde que se convirtió en abad del Monasterio de Morača.